# Karl Alfred Blüher
Karl Alfred Blüher (* 24. Juni 1927 in Halle (Saale); † 8. April 2020 in Courbevoie) war ein deutscher Romanist und Literaturwissenschaftler.
Er war seit 1950 verheiratet mit der französischen Hochschuldozentin und Lyrikübersetzerin Eliane Blüher geb. Ailloud und hat zwei Töchter, die Filmwissenschaftlerin Dominique Blüher und die Wirtschaftswissenschaftlerin Anne-Françoise Blüher.

## Akademische Karriere
Nach seinem Studium der Romanistik, Germanistik, Slawistik, Klassischen Philologie und Philosophie in Leipzig, Aix-en-Provence und Freiburg im Breisgau promovierte er 1959 bei Hugo Friedrich mit einer Dissertation über Paul Valérys „Mon Faust“ und habilitierte sich 1967 in Freiburg als Stipendiat der Deutschen Forschungsgemeinschaft mit einer Schrift über die Seneca-Rezeption in Spanien. Seit 1970 bis zu seiner Emeritierung 1992 war er ordentlicher Professor und Direktor des Romanischen Seminars der Universität Kiel.
Blüher ist Leiter des Forschungs- und Dokumentationszentrums Paul Valéry an der Universität Kiel und gibt dort seit 1988 mit Jürgen Schmidt-Radefeldt (Rostock) die internationale Zeitschrift „Forschungen zu Paul Valéry/Recherches valéryennes“ heraus.
Seine Forschungsinteressen liegen in den Bereichen der französischen und spanischen Literaturwissenschaft. Er widmete Paul Valéry über fünfzig Publikationen und gab dessen Lyrik, Dialoge und Theaterstücke im Insel Verlag heraus. Er veröffentlichte außerdem eine größere Zahl von Arbeiten zu Antonin Artaud und dem Nouveau Théâtre, Eugène Ionesco und Samuel Beckett, zu Alain Robbe-Grillet und dem Nouveau Roman, sowie zur Novellistik und Lyrik. Seine Forschungen zum spanischen Siglo de Oro, zur Rezeption Senecas, zum Neustoizismus und zur Moralistik, insbesondere zu Baltasar Gracián und Francisco de Quevedo, haben internationale Beachtung gefunden.

## Veröffentlichungen (Auswahl)
- Strategie des Geistes. Paul Valérys Faust. Klostermann, Frankfurt am Main 1960.
- Seneca in Spanien. Untersuchungen zur Seneca-Rezeption in Spanien vom 13.–17. Jahrhundert. Francke, München 1969.
  - Spanische Übersetzung: Séneca en España. Investigaciones sobre la recepción de Séneca en España desde el siglo XIII hasta el siglo XVII. Gredos, Madrid 1983.
- Mit J. Schmidt-Radefeldt: Paul Valéry. Poétique et Communication. Actes du Colloque International de Kiel 19-21 oct. 1977. Klincksieck, Paris 1979.
- Modernes französisches Theater. Adamov – Beckett – Ionesco. Wissenschaftliche Buchgesellschaft, Darmstadt 1982 (= Wege der Forschung, Bd. 532).
- Paul Valéry. Perspectives de la réception. Spezialausgabe von Œuvres et Critiques, IX, 1 (1984).
- Die französische Novelle. Francke, Tübingen 1985 (UTB 49).
- Paul Valéry: Dialoge und Theater. Werke, Bd. 2. Insel, Frankfurt am Main 1990.
- Paul Valéry: Eupalinos. Suhrkamp, Frankfurt am Main 1991.
- Antonin Artaud und das „Nouveau Théâtre“ in Frankreich. Gunter Narr, Tübingen 1991.
- Mit J. Schmidt-Radefeldt: Paul Valéry. Le cycle de „Mon Faust“ devant la sémiotique théâtrale et l’analyse textuelle. Actes du Colloque international de Kiel, 15-17 oct. 1987. Gunter Narr, Tübingen 1991.
- mit J. Schmidt-Radefeldt: Paul Valéry: Dichtung und Prosa, Werke, Bd. 1. Insel, Frankfurt am Main 1992.
- mit A. de Toro: Jorge Luis Borges. Variaciones interpretativas sobre sus procedimientos semióticos y bases epistemológicas. Vervuert, Frankfurt am Main 1992, 21995
- Robbe-Grillet zwischen Moderne und Postmoderne. „Nouveau Roman“, „Nouveau Cinéma“ und „Nouvelle Autobiographie“. Narr,  Tübingen 1992.
- mit J. Schmidt-Radefeldt: Paul Valéry: De l’Allemagne I et II. L’Harmattan, Paris 2002–2003.